# Иранзу
Иранзу — царь Манны приблизительно в 737—718 годах до н. э.

## Биография
При Иранзу происходит значительное усиление государства Манна, которая на то время охватывала весь южный район озера Урмия, значительную часть бассейна реки Кызылузен, с расположенными на юг от него районами, а также восточное побережье Урмии, по крайней мере до водораздела между Урмией и Араксом, то есть почти все территории нынешнего Иранского Азербайджана. Власть Иранзу распространялась также на царства Уишдиш (приблизительно в районе современного Мераге), Зикерту (приблизительно в районе современных Мианэ-Ардебиля), Андиа (в нижней части долины рек Кызылузен—Сефидруд) и область Дейока (вероятнее всего верхней части той же долины).
По большей части Манна придерживалась в то время ассирийской ориентации. Хотя царь Ассирии Саргон II называл Иранзу «покорным рабом, несущим моё ярмо», на деле отношения Манны с Ассирией были, скорее, союзнические.
Так по просьбе Иранзу ассирийцы вмешались во внутренние дела Манны в 719 году до н. э. Две маннейские крепости Шуандахул и Дурдукка отложились от Иранзу, поддержанные пехотой и конницей Метатти «царя» Зикерту. Кроме того три крепости — Сукка, Бала и Абитикна — вступили в соглашение с Русой I (ассир. Урса) царём Урарту. Впрочем, местонахождение последних трёх крепостей неизвестно и неясно даже находились ли они в Манне. Саргон II послал Иранзу осадные отряды и крепости были взяты. Население и движимое имущество было забранно в Ассирию, а стены и территории переданы Иранзу. Победная надпись Саргона об этом походе сохранилась на стене его дворца в Дур-Шаррукине:

«…[В третьем] году моего правления укрепленные города Шуандахуль и Дурду[к]ка задумали мятеж против Иранзу [ман]нейского, царя, их владыки, влачившего моё ярмо, и положились на Митатти зикиртского. Митатти зикиртский оказал им [по]мощь, дав им своих воинов и всадников. Многочисленные войска бога Ашшура я ополчил и выступил в поход на завоевание этих городов; сильными осадными орудиями (?) я пробил их укрепленные стены и сравнял их с землей; людей с их имуществом я полонил; эти города я разрушил, снёс и сжёг в огне. Людей городов Сукку, Бала и Абитикна, которые посоветовали дурной совет, ведущий к исторжению их корня, и вступили в соглашение с Урсой урартским, из-за совершенного ими греха я переселил их с их места в западную страну Хатти…».
Иранзу умер до 716 года до н. э., возможно, в 718 году до н. э. После ухода Саргона II и смерти Иранзу в стране с новой силой разгорелись смуты.